# حملة شيمونوسيكي
تشير حملة شيمونوسيكي (بالإنجليزية: Shimonoseki campaign، باليابانية: 下関戦争/馬関戦争، بنظام هيبورن: Shimonoseki Sensō/Bakan Sensō، «حرب شيمونوسيكي») إلى سلسلة من الاشتباكات العسكرية في عامي 1863 و1864، بغية السيطرة على مضيق شيمونوسيكي الياباني بين تآلف من القوات البحرية البريطانية والفرنسية والهولندية والولايات المتحدة ضد المجال الإقطاعي الياباني تشوشو، وقد حدثت بصورة متقطعة على ساحل شيمونوسيكي في اليابان.

## خلفية
على الرغم من جهود الاسترضاء التي بذلتها شوغونية توكوغاوا لإيجاد جو من التضامن السلمي، ظل العديد من الداي ميو الإقطاعيين يشعرون بالاستياء الشديد من سياسة الباب المفتوح للشوغونية في مجال التجارة الخارجية. اندلعت معارضة محاربة للنفوذ الأوروبي والأمريكي في صراع مفتوح عندما بدأ الإمبراطور كوميه -كاسرًا قرونًا من التقاليد الإمبراطورية- بلعب دور نشط في شؤون الدولة وأصدر في 11 مارس و 11 أبريل 1863 «أمرًا بطرد البرابرة».
بدأت عشيرة تشوشو، في عهد الداي ميو موري تاكاشيكا، باتخاذ إجراءات لطرد جميع الأجانب بعد الموعد النهائي الواقع في اليوم العاشر من الشهر الخامس، حسب التقويم الياباني التقليدي. في تحدٍ صريح للشوغونية، أمر تاكاشيكا قواته بإطلاق النار دون سابق إنذار على جميع السفن الأجنبية التي تجتاز مضيق شيمونوسيكي. يفصل هذا الممر المائي الاستراتيجي الغادر الذي يبلغ طوله 600 متر بين جزيرتي هونشو وكيوشو ويوفر ممرًا يربط بين بحر سيتو الداخلي وبحر اليابان.
حتى قبل تصاعد التوترات في مضيق شيمونوسيكي، كان الدبلوماسيون الأجانب والخبراء العسكريون -لا سيما وزير الخارجية الأمريكي لدى اليابان روبرت بروين والنقيب في البحرية الأمريكية ديفيد ماكدوغال- على دراية بالحالة غير المستقرة في اليابان. وكتب ماكدوغال خطابًا إلى وزير البحرية، غيديون ويلز، بتاريخ 12 يونيو 1863، قال فيه: «يقول الرأي العام إن الحكومة اليابانية في عشية ثورتها، والهدف الرئيس من هذه الثورة هو طرد الأجانب».

### «بجّل الإمبراطور واطرد البرابرة!»
كانت عشيرة تشوشو مجهزة بمدافع عتيقة تطلق قذائف مدفعية غالبًا، ولكن مع بعض الأسلحة الحديثة أيضًا، مثل بنادق دالغرين عيار 8 بوصات (200 ملم)، التي قدمتها الولايات المتحدة إلى اليابان، وثلاث سفن حربية بخارية أمريكية البناء: سفينة بارك دانيال ويبستر الحاوية على ستة أسلحة، سفيمة بريغ، لانريك، أو كوسي، الحاوية على عشرة مدافع، والباخرة لانسفيلد، أو كوشين، الحاوية على أربعة أسلحة.
وقع الهجوم الأول في 25 يونيو 1863، بعد وقت قصير من سريان مفعول «الأمر بطرد البرابرة». كانت السفينة البخارية التجارية الأمريكية إس إس بيمبروك، بقيادة الكابتن سايمون كوبر، راسيةً خارج مضيق شيمونوسيكي عندما اعترضتها سفينتان حربيتان أوروبيتان تابعتان لقوات المتمردين وأطلقتا النار عليها.
سخر طاقم سفينة عدو من البحارة الأميركيين المحمومين بصوتٍ عالٍ ومزعج قائلين: «بجلوا الإمبراطور واطردوا البرابرة!». تحت نيران المدفعية المستمرة، تمكنت بيمبروك من الانطلاق والهروب عبر مضيق بانغو المجاور مع أضرار طفيفة فقط دون وقوع إصابات.
لدى وصوله إلى شنغهاي، قدم كوبر تقريرًا عن الهجوم وأرسله إلى القنصلية الأمريكية في يوكوهاما باليابان. في اليوم التالي، كانت باخرة البحرية الفرنسية الموفدة كين تشان راسية خارج المضيق أيضًا، عندما تفوقت مدفعية المتمردين اليابانيين على الخدع المحيطة بشيمونوسيكي وفتحت النار عليها. تعرضت كين تشان لأضرار في محركها وعانت من أربع إصابات قبل الهروب إلى المحيط المفتوح.
في 11 يوليو، على الرغم من تحذيرات طاقم السفينة كين تشان، قامت السفينة الحربية الهولندية ميدوسا الحاوية على أكثر من 16 سلاح بجولة في مضيق شيمونيسكي. كان قائدها، الكابتن فرانسوا دي كاسيمبروت، مقتنعًا بأن اللورد موري لن يجرؤ على إطلاق النار على سفينته بسبب قوتها والعلاقات طويلة الأمد بين هولندا واليابان.
لكن تاكاشيكا فعل ذلك بالضبط، حيث قصف ميدوسا بأكثر من ثلاثين قذيفة وقتل أو جرح تسعة بحارة. ورد دي كاسيمبروت على النار وأدار قافلة المتمردين بأقصى سرعة خوفًا من تعريض حياة القنصل العام الهولندي -الذي كان على متن السفينة- للخطر. في غضون فترة زمنية قصيرة، تمكن أمير الحرب الياباني من إطلاق النار على أعلام معظم الدول التي لديها قنصليات في اليابان.

### معركة مضيق شيمونوسيكي
في صباح يوم 16 يوليو من عام 1863، بتكليف من الوزير برون، في استجابة سريعة واضحة للهجوم على بيمبروك، أبحرت الفرقاطة الأمريكية يو إس إس وايومينغ، تحت قيادة الكابتن ماكدوغال، إلى المضيق واشتبكت وحدها مع الأسطول أميركي الصنع لكن ضعيف التصنيع لمدة ساعتين تقريبًا قبل الانسحاب. أغرقت ماكدوغال سفينتين للعدو وألحقت أضرارًا بالغة بواحدة أخرى، إلى جانب إلحاق نحو 40 خسارة باليابانيين. تعرضت وايومنغ لأضرار جسيمة، وأربعة قتلى من الطاقم وسبعة جرحى، توفي أحدهم لاحقًا متأثراً بجراحه. قامت عشيرة شوشو برفع السفينة البخارية اليابانية التي غرقت بواسطة وايومنغ مرة أخرى في عام 1864 ورُبطت بميناء هاجي.

## الحملة
في أعقاب اشتباك ماكدوغال، في 20 يوليو، انتقمت البحرية الفرنسية من الهجوم على سفينتهم التجارية. تألفت القوة الفرنسية من قوات المارينز وسفينتين حربيتين، هما أفيزو تانكريدي وبارجة الأدميرال، سميراميس. مع 250 رجلاً، تحت الكابتن إمرة بنيامين جوريس، اجتاحوا شيمونوسيكي ودمروا بلدة صغيرة، إلى جانب تركيب مدفعية واحدة على الأقل.
دعم المفوض الفرنسي في اليابان دوتشيسين دي بيلكور هذا التدخل، ولكن الحكومة الفرنسية، انتقدت ممثليها في اليابان بشدة فور علمها لاتخاذهم مثل هذه الخطوات العدائية؛ لأن فرنسا لديها التزامات عسكرية أكثر أهمية للالتزام بها في أجزاء من العالم، ولا يمكن أن تحمل صراعا في اليابان. أُعفي دوتشيسن دي بيلكور من منصبه في عام 1864.
هنأت حكومةُ شوغون جوريس على اتخاذ هذه الخطوات الحاسمة ضد القوات المعادية للأجانب، وحصل على شعار خاصة.